# みやぎライシーレディ
みやぎライシーレディとは､
宮城県のお米をPRするためのキャンペーンキャラクター。
2025年度選出者より、旧名称の「みやぎライシーレディー」から「みやぎライシーアンバサダー」に名称が変更となった。
主に、宮城県のブランド米であるひとめぼれ、ササニシキ、だて正夢、金のいぶきの銘柄をPRする。

## 歴代
- 1996年  -  石垣のりこ
- 2005年  -  名護ひと美
- 2013年  -  赤間有華
- 2017年  -  赤間礼菜※有華の妹
- 2018年  -  今野花織